# Henry A. Livingston
Pour les autres membres de cette famille, voir Famille Livingston et pour les homonymes, voir Livingston.
Henry Alexander Livingston (26 août 1776 – 9 juin 1849, Poughkeepsie), est un homme politique américain.

## Biographie
Fils de John Henry Livingston (en), il est membre de l'Assemblée de l'État de New York en 1827, puis du Sénat de l'État de New York de 1838 à 1841.